# The Stanley Parable
The Stanley Parable is een interactieve fictie-mod, door Davey Wreden ontworpen op de Source-engine en uitgegeven in juli 2011. In oktober 2013 werd een uitgebreide high-definition-versie die op zichzelf staat uitgegeven voor Microsoft Windows. Die versie, met nieuwe verhaalelementen, werd door Wreden en William Pugh ontwikkeld.

## Gameplay
In The Stanley Parable controleert de speler de protagonist, Stanley, door een surreële omgeving. Elke stap in het proces wordt verteld door een verteller (met de stem van Kevan Brighting). De speler krijgt de kans om beslissingen te maken over welke weg hij uitgaat en kan bijvoorbeeld ingaan tegen wat de verteller hem zegt te doen. Elke keuze impliceert een verschillend verhaal en een ander einde. Davey Wreden bedacht het spel met de bedoeling bewust af te wijken van de norm, namelijk dat computerspelletjes hun gebruikers beperken tot de regels van het spel.

## Ontvangst
Zowel de eerste versie als de uitgebreide versie uit 2013 werden met veel lof onthaald. De recentste uitgave heeft een score van 90/100 op Metacritic, gebaseerd op 37 professionele recensies, en van 91,24% op GameRankings, op basis van 21 professionele recensies.
| Beoordeeld door    | Platform | Datum           | Score |
| ------------------ | -------- | --------------- | ----- |
| Joystiq            | Windows  | 18 oktober 2013 | 100%  |
| Thunderbolt Games  | Windows  | 21 oktober 2013 | 100%  |
| Destructoid        | Windows  | 17 oktober 2013 | 100%  |
| Eurogamer.net (GB) | Windows  | 17 oktober 2013 | 90%   |
| Polygon            | Windows  | 17 oktober 2013 | 90%   |
| VicioJuegos.com    | Windows  | 6 november 2013 | 90%   |
| PC Gamer           | Windows  | 25 oktober 2013 | 90%   |
| GameSpot           | Windows  | 17 oktober 2013 | 90%   |
| GamesCollection    | Windows  | 23 oktober 2013 | 89%   |
| Gry Interia        | Windows  | 6 november 2013 | 80%   |

## The Stanley Parable: Ultra Deluxe
Ultra Deluxe breidt de eindes van het spel verder uit, inclusief verdere routes, nieuwe omgevingen en alternatieve eindes.
Binnen de Ultra Deluxe-inhoud bevindt zich een reeks eindes die de volgende activeren. De speler als Stanley ontdekt een nieuw deel van het spel dat "nieuwe inhoud" verkondigt, maar tot ongenoegen van de verteller is de inhoud uiterst minimaal. Bij de volgende reset van het spel begeleidt de verteller Stanley naar een nieuw gebied genaamd de Memory Zone, dat alle lof vertelt die The Stanley Parable had gekregen, maar al snel vindt hij een gebied vol van Steam beoordelingen (op consoles 'Pressurized Gas' genoemd) die kritisch zijn over het spel, waardoor de verteller nog meer verontrust raakt dat The Stanley Parable niet goed genoeg was. Bij een volgende reset begeleidt de verteller Stanley naar een showcase met functies voor The Stanley Parable 2, waaronder verzamelfiguren om in het spel te zoeken, en een "Geruststellingsemmer", die in volgende playthroughs verschijnt en kan worden gebruikt om de meeste initiële eindes van het spel te wijzigen . Na verdere herhalingen van het spel bezoekt de speler de Memory Zone opnieuw en ontdekt dat The Stanley Parable 2 extreem negatief is ontvangen. In alle volgende playthroughs worden vervolgnummers geleidelijk aan het titelscherm van The Stanley Parable toegevoegd met een willekeurig gegenereerde ondertitel, maar verder zonder verdere wijzigingen in de inhoud.